# Grand Prix de Lillers-Souvenir Bruno Comini 2014
La 50e édition du Grand Prix de Lillers-Souvenir Bruno Comini a eu lieu le 9 mars 2014. La course fait partie du calendrier UCI Europe Tour 2014 en catégorie 1.2. Le parcours, long de 174,2 kilomètres, est formé de trois boucles différentes, empruntées par quatre circuits. Chaque circuit étant emprunté une ou deux fois.
La course a été remportée par le Français Steven Tronet (BigMat-Auber 93), après avoir parcouru les 169,2 kilomètres (hors promenade) en 3 h 53 min 55 s, soit à une vitesse moyenne de 43,4 kilomètres par heure. Il gagne lors d'un sprint d'une dizaine de coureurs juste devant le Belge Martijn Degreve (EFC-Omega Pharma-Quick Step) et son compatriote Benoît Daeninck (CC Nogent-sur-Oise). le Russe Maksim Razumov (Itera-Katusha) est le meilleur grimpeur, tandis que les Français Flavien Dassonville (BigMat-Auber 93) et Christophe Le Mével (Cofidis) sont respectivement meilleur sprinteur et vainqueur du combiné. La formation belge EFC-Omega Pharma-Quick Step termine meilleure équipe de la course.

## Présentation

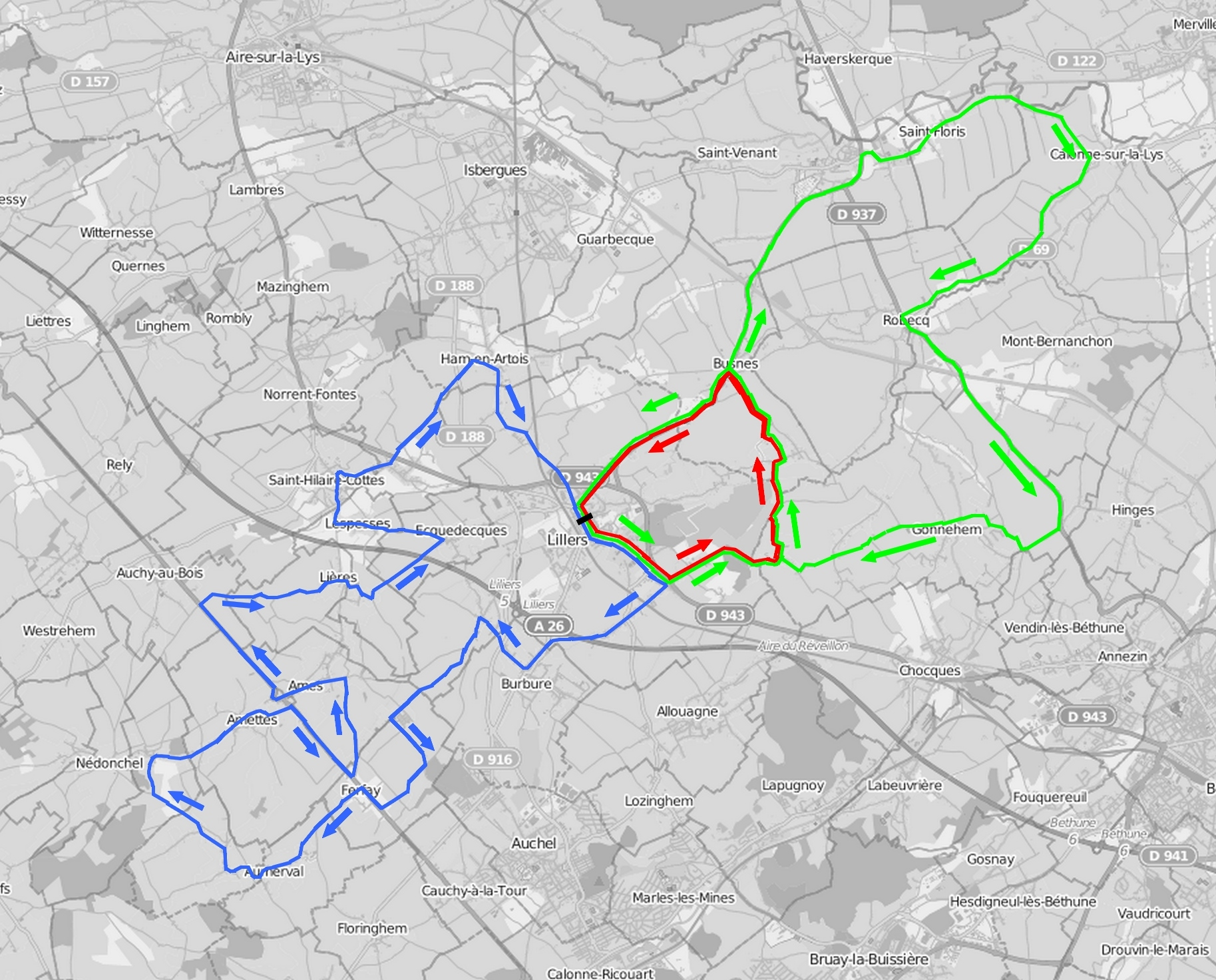
Le parcours de l'édition 2014.

- Circuits nos 1 et 4 : 13 km
- Circuit no 2 : 43 km
- Circuit no 3 : 46,2 km

### Parcours
Le parcours, long de 174,2 kilomètres avec la promenade, 169,2 kilomètres sans, est constitué de trois boucles différentes, formant quatre circuits, étant chacun parcouru par un ou deux tours. Le départ a lieu sur la place de Lillers (50,561852, 2,482192), une promenade longue de trois kilomètres débute, et le départ réel, kilomètre zéro, a lieu dans le hameau de Rieux, dans le sud-est de la commune.
À partir de ce point débute le circuit no 1, long de dix kilomètres, et dont le tracé est similaire au circuit no 4. Il est présenté avec une couleur rouge. Il traverse Busnettes et Busnes, avant de revenir par le nord-est sur Lillers.
Débute ensuite le circuit no 2, long de 43 kilomètres, dépeint en vert, qui reprend en intégralité le circuit no 1 en s'étendant par le nord-est. Quittant Lillers, il traverse Busnettes, Busnes, Saint-Venant, Saint-Floris, Calonne-sur-la-Lys, Robecq, Mont-Bernanchon, Gonnehem, Busnes, Busnettes, puis Lillers. Ce circuit, comme le 1er, n'est parcouru qu'une seule fois.
Le circuit no 3, dépeint en bleu, est long de 46,2 kilomètres. Il se présente à l'ouest et au sud-ouest de Lillers, et se détache des autres circuits à hauteur du hameau de Rieux. Il traverse alors Burbure, Hurionville, Ferfay, Aumerval, Bailleul-lès-Pernes, Nedon, Amettes, Ferfay, Ames, Amettes, Auchy-au-Bois, Lières, Fauquehem, Saint-Hilaire-Cottes, Bourecq, Ham-en-Artois et revient à Lillers par le nord. Ce circuit est parcouru deux fois. Il est également l'occasion de quatre prix des monts sur son tracé.
le circuit no 4, similaire au 1er, est dépeint en rouge. Il dessert Lillers, Busnettes, Busnes et revient à Lillers. Il mesure treize kilomètres, et est parcouru à deux reprises. Pour un départ promenade à 12 h 50 et un départ réel à 13 h, l'arrivée est ainsi initialement prévue à 17 h 1.

### Équipes
Classé en catégorie 1.2 de l'UCI Europe Tour, le Grand Prix de Lillers-Souvenir Bruno Comini est par conséquent ouvert aux équipes continentales professionnelles françaises, aux équipes continentales, aux équipes nationales et aux équipes régionales et de clubs.
L'organisateur a communiqué la liste des équipes invitées le 20 février 2014. Vingt-deux équipes participent à ce Grand Prix de Lillers-Souvenir Bruno Comini : une équipe continentale professionnelle, treize équipes continentales, sept équipes régionales et de clubs et une équipe nationale. La présentation des coureurs est l'occasion de mettre en évidence l'absence des équipes cyclistes BDC Marcpol et Lokosphinx.
| Équipe continentale professionnelle | Équipe continentale professionnelle | Équipe continentale professionnelle |
| Nom de l'équipe                     | Pays                                | Code                                |
| ----------------------------------- | ----------------------------------- | ----------------------------------- |
| Cofidis                             | France                              | COF                                 |

| Équipe nationale             | Équipe nationale | Équipe nationale |
| Nom de l'équipe              | Pays             | Code             |
| ---------------------------- | ---------------- | ---------------- |
| Équipe nationale d'Allemagne | Allemagne        | ENA              |

| Équipes continentales          | Équipes continentales | Équipes continentales |
| Nom de l'équipe                | Pays                  | Code                  |
| ------------------------------ | --------------------- | --------------------- |
| BDC Marcpol                    | Pologne               | BDC                   |
| BigMat-Auber 93                | France                | BIG                   |
| Bridgestone Anchor             | Japon                 | BGT                   |
| Color Code-Biowanze            | Belgique              | CCB                   |
| Itera-Katusha                  | Russie                | TIK                   |
| Joker                          | Norvège               | TJO                   |
| Josan-To Win                   | Belgique              | JTW                   |
| Kuota                          | Allemagne             | TKG                   |
| Lokosphinx                     | Russie                | LOK                   |
| MG Kvis-Trevigiani             | Italie                | MGK                   |
| Rietumu-Delfin                 | Lettonie              | RBD                   |
| T.Palm-Pôle Continental Wallon | Belgique              | PCW                   |
| Wallonie-Bruxelles             | Belgique              | WBC                   |

| Équipes régionales ou de clubs      | Équipes régionales ou de clubs | Équipes régionales ou de clubs |
| Nom de l'équipe                     | Pays                           | Code                           |
| ----------------------------------- | ------------------------------ | ------------------------------ |
| CC Nogent-sur-Oise                  | France                         | CCN                            |
| EFC-Omega Pharma-Quick Step         | Belgique                       | EFC                            |
| Équipe régionale Nord-Pas-de-Calais | France                         | NPC                            |
| ESEG Douai                          | France                         | DOU                            |
| KTM road-and-trail.com              | Royaume-Uni                    | KTM                            |
| Metaltek                            | Royaume-Uni                    | MKU                            |
| VC Rouen 76                         | France                         | R76                            |

### Règlement de la course

#### Primes
Les vingt prix sont attribués suivant le barème de l'UCI,. Le total général des prix distribués est de 6 010 €.
| Position | 1er     | 2e      | 3e    | 4e    | 5e    | 6e    | 7e    | 8e    | 9e    | 10e à 20e |
| Prix     | 2 425 € | 1 210 € | 607 € | 305 € | 240 € | 180 € | 180 € | 118 € | 118 € | 57 €      |

## Classements finals
Sur 139 coureurs qui ont pris le départ, 40 ont abandonné, et 99 ont franchi la ligne d'arrivée.

### Classement général

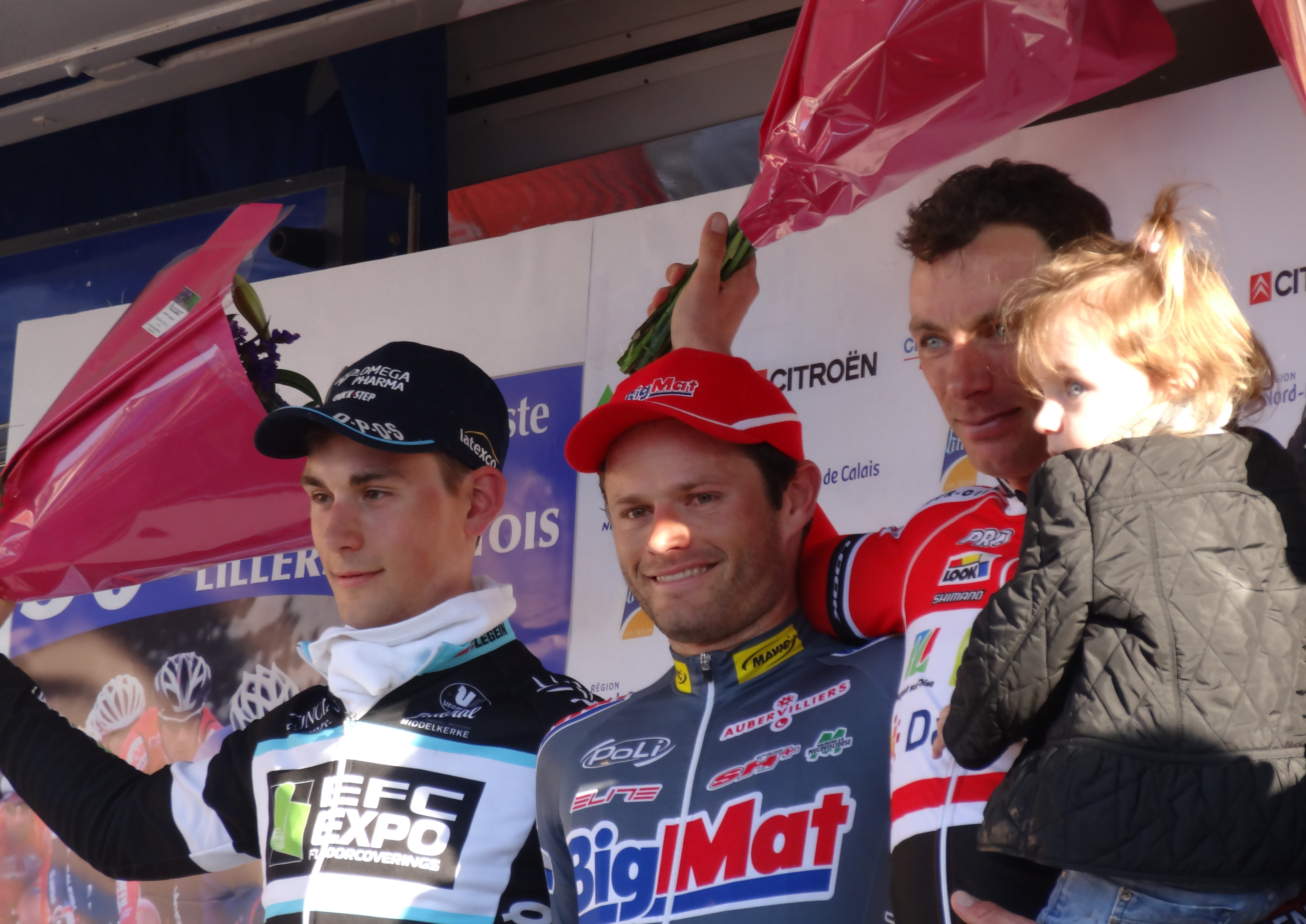
Martijn Degreve (2e), Steven Tronet (1er), et Benoît Daeninck (3e).

Le Français Steven Tronet (BigMat-Auber 93) a parcouru les 169,2 kilomètres du parcours en 3 h 53 min 55 s, soit à une vitesse moyenne de 43,4 kilomètres par heure.
|    | Coureur             | Pays     | Équipe                      |    | Temps           |
| -- | ------------------- | -------- | --------------------------- | -- | --------------- |
| 1  | Steven Tronet       | France   | BigMat-Auber 93             | en | 3 h 53 min 55 s |
| 2  | Martijn Degreve     | Belgique | EFC-Omega Pharma-Quick Step | +  | m.t             |
| 3  | Benoît Daeninck     | France   | CC Nogent-sur-Oise          |    | m.t             |
| 4  | Antoine Warnier     | Belgique | Color Code-Biowanze         |    | m.t             |
| 5  | Maksim Razumov      | Russie   | Itera-Katusha               |    | m.t             |
| 6  | Christophe Le Mével | France   | Cofidis                     |    | m.t             |
| 7  | Nicolas Edet        | France   | Cofidis                     |    | m.t             |
| 8  | Floris De Tier      | Belgique | EFC-Omega Pharma-Quick Step |    | m.t             |
| 9  | Jens Wallays        | Belgique | EFC-Omega Pharma-Quick Step |    | m.t             |
| 10 | Laurent Évrard      | Belgique | Wallonie-Bruxelles          |    | m.t             |

### Classement du prix des sprints

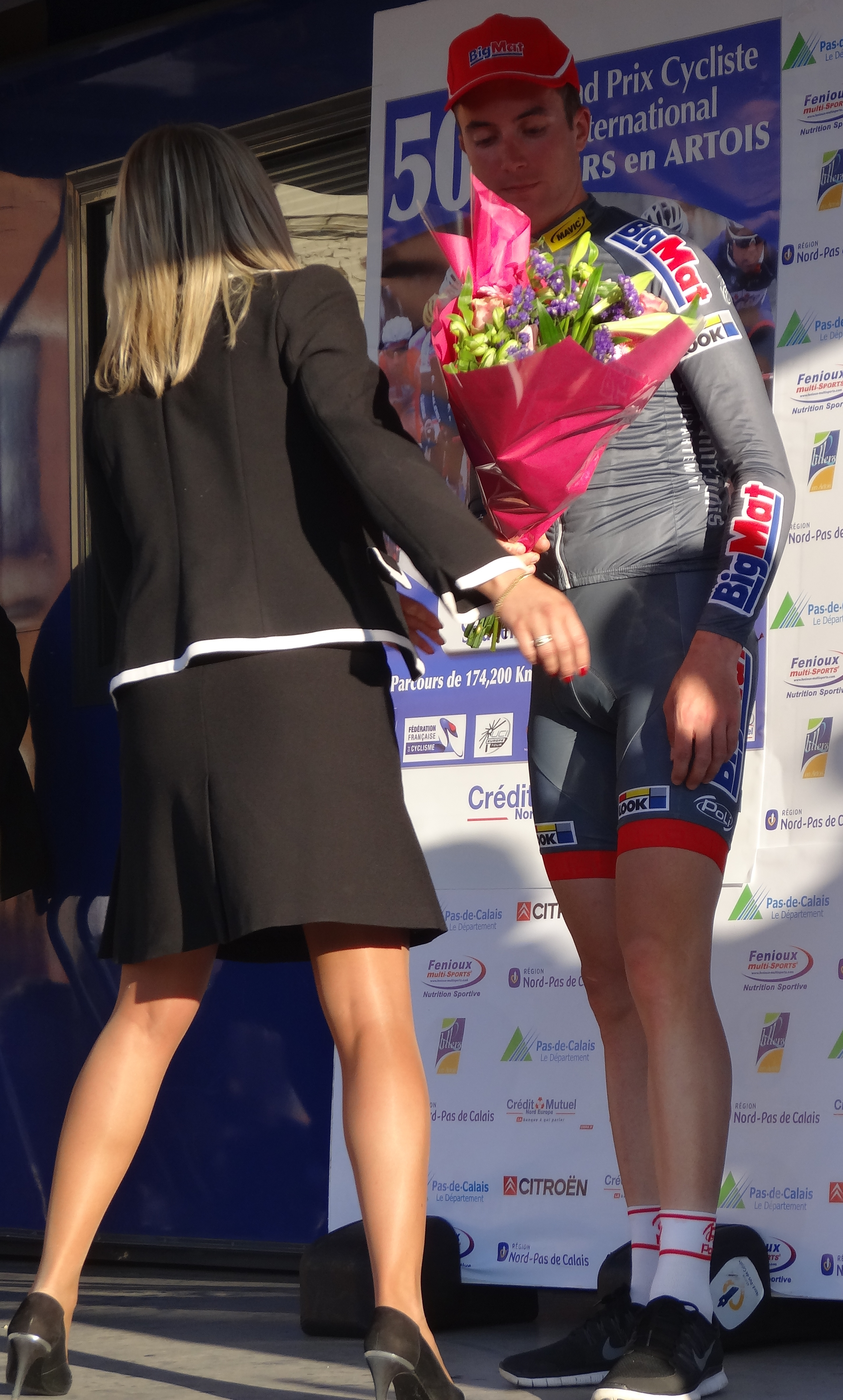
Flavien Dassonville reçoit le prix des sprints.

Le Français Flavien Dassonville (BigMat-Auber 93) remporte le prix des sprints.
|   | Coureur              | Pays     | Équipe                              | Points |
| - | -------------------- | -------- | ----------------------------------- | ------ |
| 1 | Flavien Dassonville  | France   | BigMat-Auber 93                     | 9      |
| 2 | Christophe Le Mével  | France   | Cofidis                             | 6      |
| 3 | Steven Tronet        | France   | BigMat-Auber 93                     | 5      |
| 4 | Mehdi Flahaut        | France   | Équipe régionale Nord-Pas-de-Calais | 5      |
| 5 | Floris De Tier       | Belgique | EFC-Omega Pharma-Quick Step         | 3      |
| 6 | Ludwig De Winter     | Belgique | Color Code-Biowanze                 | 3      |
| 7 | Jérémy Morel         | France   | VC Rouen 76                         | 3      |
| 8 | Alo Jakin            | Estonie  | BigMat-Auber 93                     | 1      |
| 9 | Julien Van Haverbeke | France   | CC Nogent-sur-Oise                  | 1      |

### Classement du prix des monts

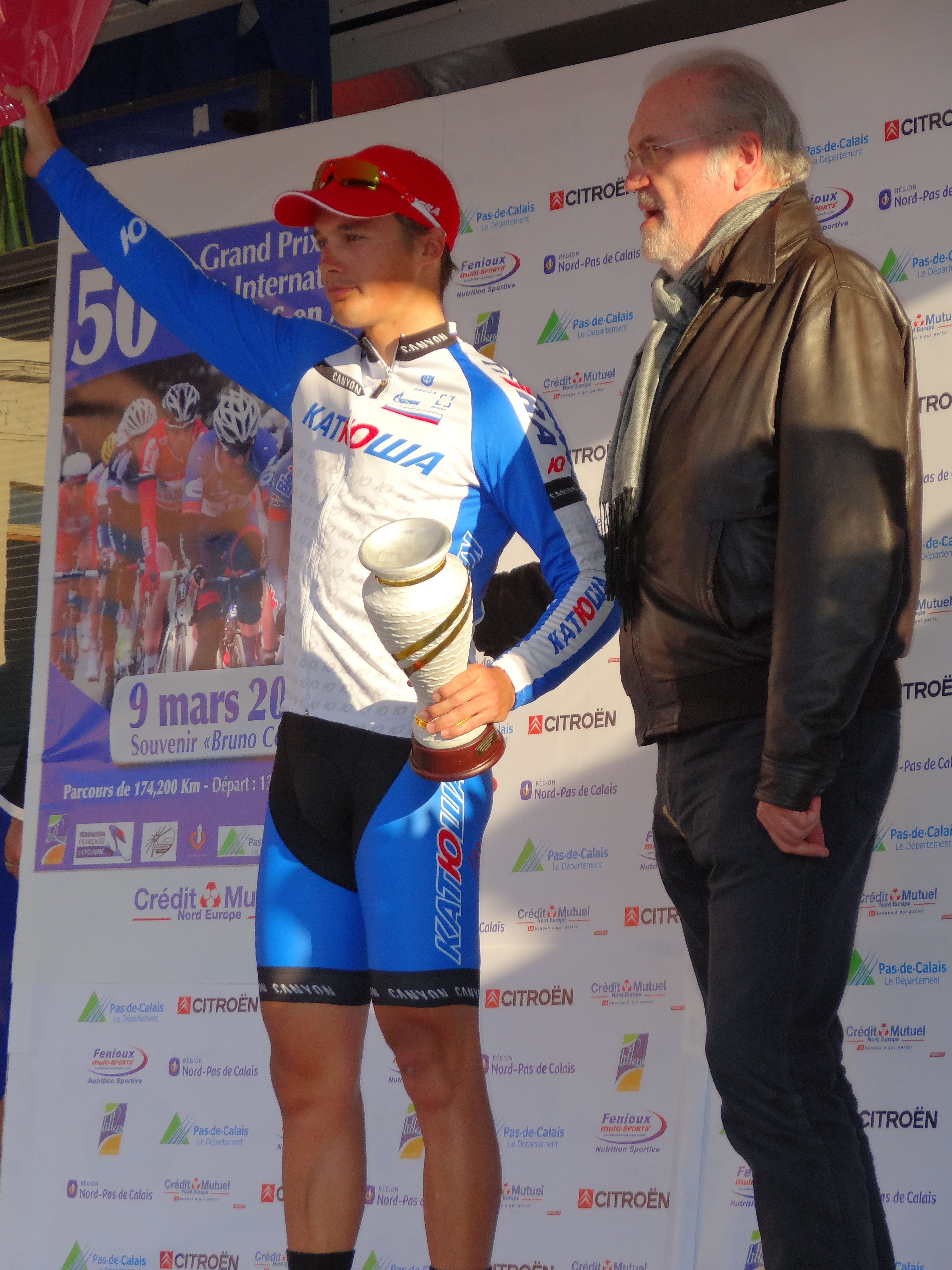
Maksim Razumov, vainqueur du prix des monts.

Le Russe Maksim Razumov (Itera-Katusha) remporte le prix des monts.
|    | Coureur             | Pays     | Équipe                      | Points |
| -- | ------------------- | -------- | --------------------------- | ------ |
| 1  | Maksim Razumov      | Russie   | Itera-Katusha               | 20     |
| 2  | Christophe Le Mével | France   | Cofidis                     | 15     |
| 3  | Jens Wallays        | Belgique | EFC-Omega Pharma-Quick Step | 8      |
| 4  | Floris De Tier      | Belgique | EFC-Omega Pharma-Quick Step | 6      |
| 5  | Florent Mottet      | Belgique | Wallonie-Bruxelles          | 5      |
| 6  | Benoît Daeninck     | France   | CC Nogent-sur-Oise          | 3      |
| 7  | Laurent Évrard      | Belgique | Wallonie-Bruxelles          | 3      |
| 8  | Flavien Dassonville | France   | BIG                         | 3      |
| 9  | Alo Jakin           | Estonie  | BigMat-Auber 93             | 3      |
| 10 | Steven Tronet       | France   | BigMat-Auber 93             | 2      |
| 11 | Martijn Degreve     | Belgique | EFC-Omega Pharma-Quick Step | 1      |
| 12 | Antoine Warnier     | Belgique | Color Code-Biowanze         | 1      |
| 13 | Nicolas Garbet      | France   | CC Nogent-sur-Oise          | 1      |
| 14 | Dries De Bondt      | Belgique | Josan-To Win                | 1      |

### Classement du combiné

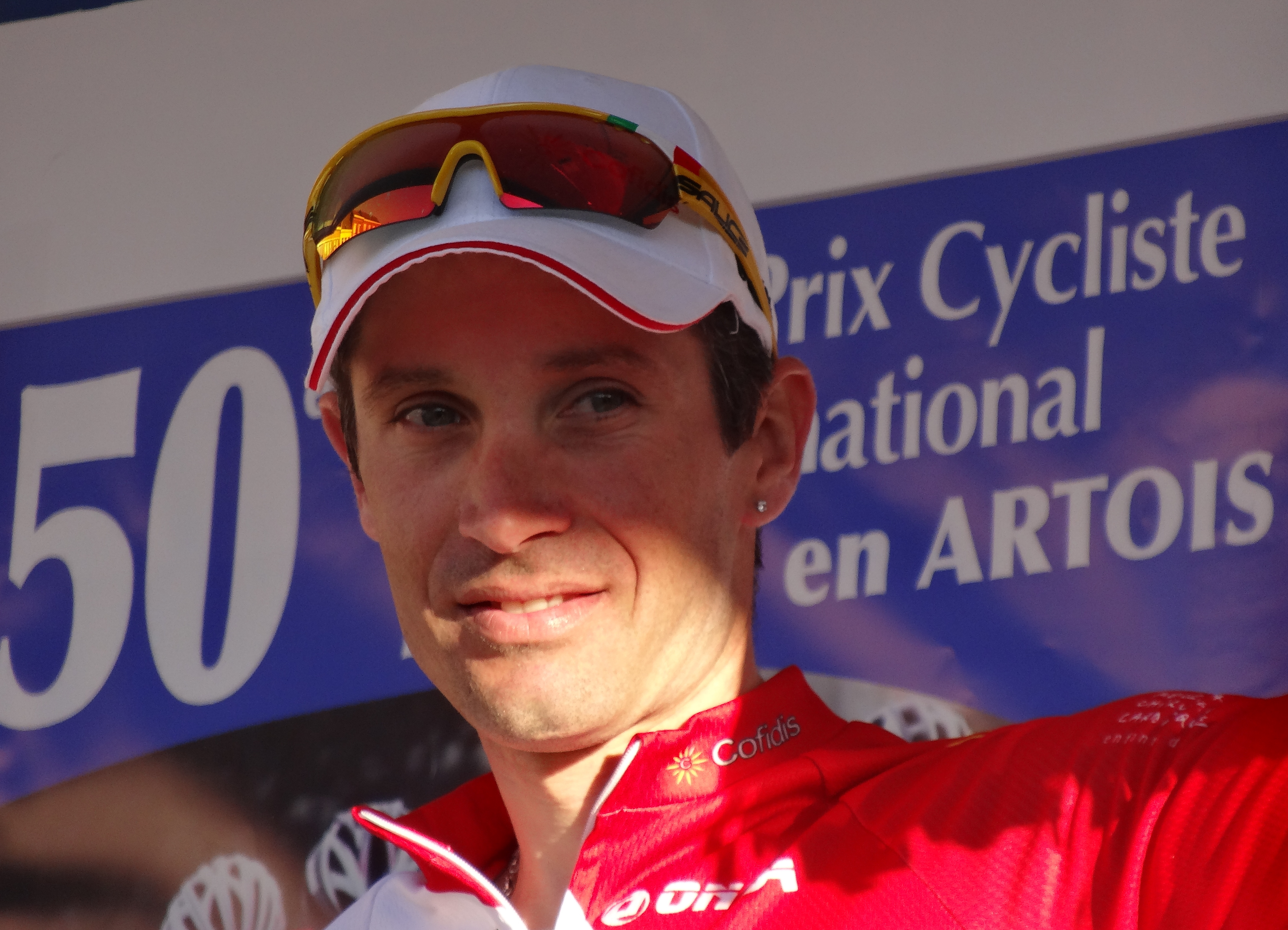
Christophe Le Mével remporte la première place du classement du combiné.

Le Français Christophe Le Mével (Cofidis) remporte le prix de la combativité.
|    | Coureur              | Pays     | Équipe                              | Total | Prix des Monts | Prix des Sprints |
| -- | -------------------- | -------- | ----------------------------------- | ----- | -------------- | ---------------- |
| 1  | Christophe Le Mével  | France   | Cofidis                             | 21    | 15             | 6                |
| 2  | Maksim Razumov       | Russie   | Itera-Katusha                       | 20    | 20             |                  |
| 3  | Flavien Dassonville  | France   | BigMat-Auber 93                     | 12    | 3              | 9                |
| 4  | Floris De Tier       | Belgique | EFC-Omega Pharma-Quick Step         | 9     | 6              | 3                |
| 5  | Jens Wallays         | Belgique | EFC-Omega Pharma-Quick Step         | 8     | 8              |                  |
| 6  | Steven Tronet        | France   | BigMat-Auber 93                     | 7     | 2              | 5                |
| 7  | Mehdi Flahaut        | France   | Équipe régionale Nord-Pas-de-Calais | 5     |                | 5                |
| 8  | Florent Mottet       | Belgique | Wallonie-Bruxelles                  | 5     | 5              |                  |
| 9  | Alo Jakin            | Estonie  | BigMat-Auber 93                     | 4     | 3              | 1                |
| 10 | Ludwig De Winter     | Belgique | Color Code-Biowanze                 | 3     |                | 3                |
| 10 | Jérémy Morel         | France   | VC Rouen 76                         | 3     |                | 3                |
| 12 | Laurent Évrard       | Belgique | Wallonie-Bruxelles                  | 3     | 3              |                  |
| 12 | Benoît Daeninck      | France   | CC Nogent-sur-Oise                  | 3     | 3              |                  |
| 14 | Julien Van Haverbeke | France   | CC Nogent-sur-Oise                  | 1     |                | 1                |
| 15 | Nicolas Garbet       | France   | CC Nogent-sur-Oise                  | 1     | 1              |                  |
| 15 | Dries De Bondt       | Belgique | Josan-To Win                        | 1     | 1              |                  |
| 15 | Martijn Degreve      | Belgique | EFC-Omega Pharma-Quick Step         | 1     | 1              |                  |
| 15 | Antoine Warnier      | Belgique | Color Code-Biowanze                 | 1     | 1              |                  |

### Prix du coureur du Nord-Pas-de-Calais

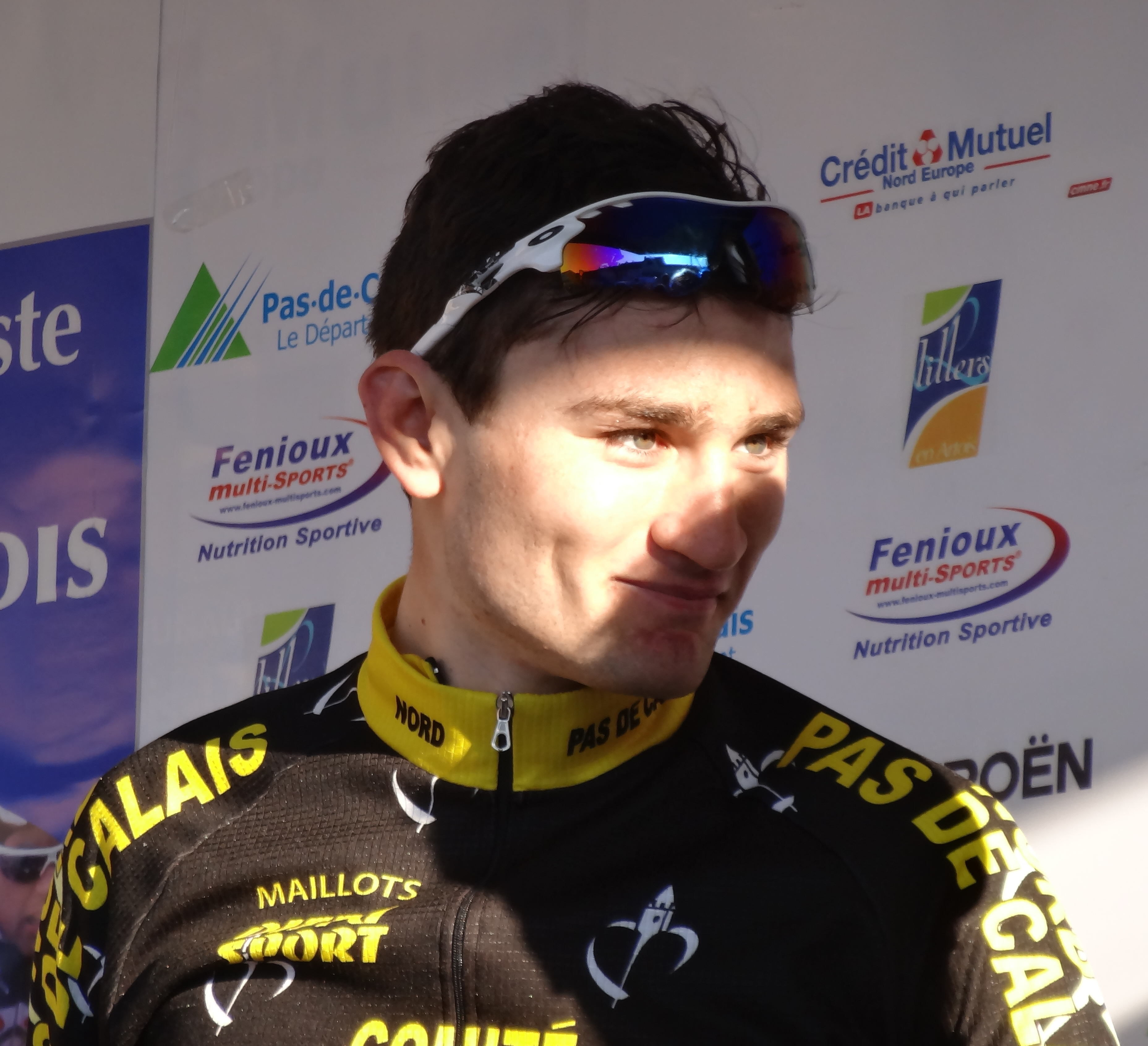
Alexis Caresmel.

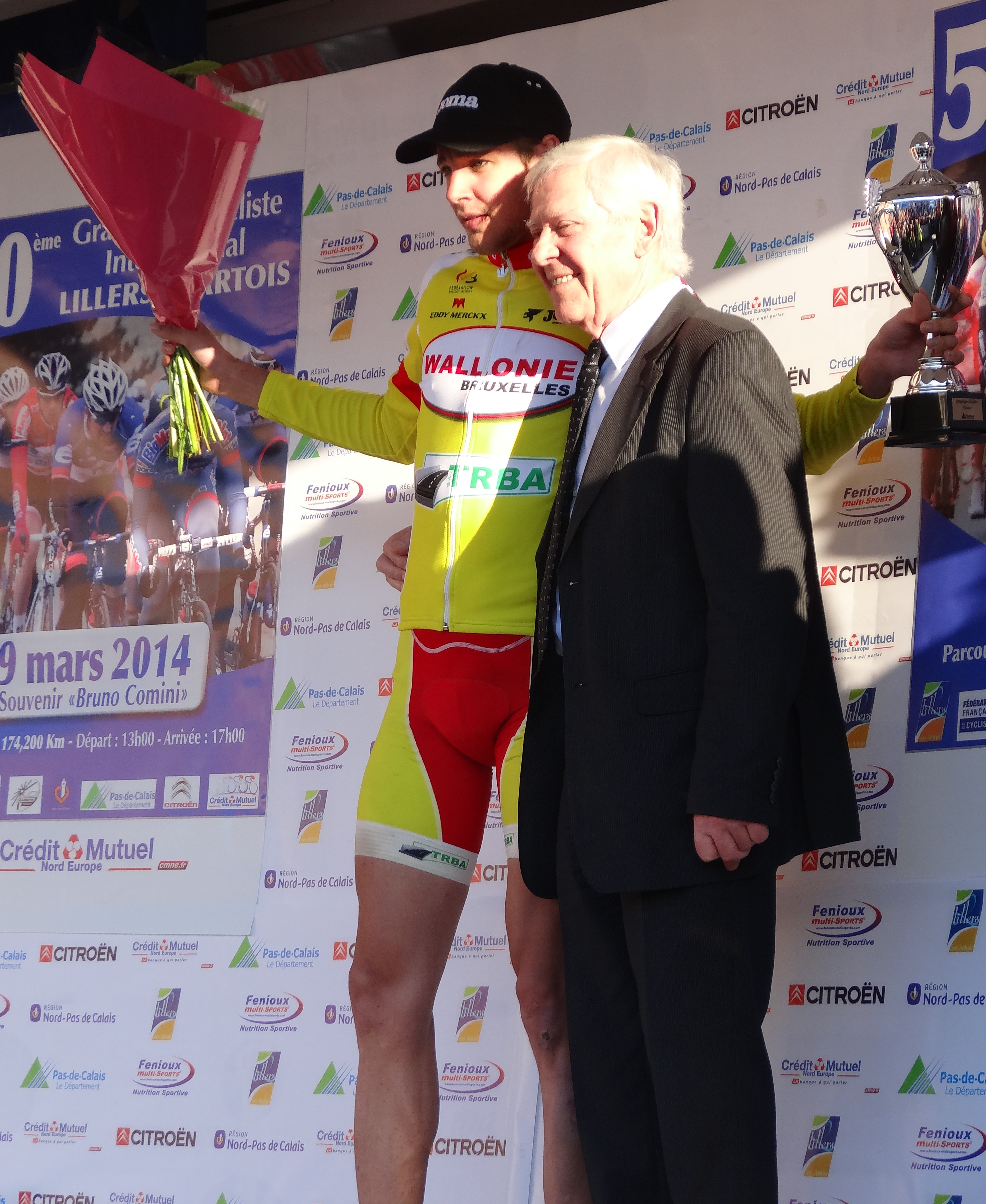
Laurent Évrard.

Le Français Alexis Caresmel (Équipe régional Nord-Pas-de-Calais) remporte le prix du coureur du Nord-Pas-de-Calais.

### Prix du kilomètre 62
Le Belge Laurent Évrard (Wallonie-Bruxelles) remporte le prix du kilomètre 62, mis à l'honneur parce que la course se déroule dans le département du Pas-de-Calais (numéroté 62). Le kilomètre 62 est situé dans le hameau de Hurionville, dans le circuit no 3.

### Classement par équipes
La formation belge EFC-Omega Pharma-Quick Step remporte le classement du prix par équipes.
|    | Équipe                              | Place | Dossarts    | Place du 1er |
| -- | ----------------------------------- | ----- | ----------- | ------------ |
| 1  | EFC-Omega Pharma-Quick Step         | 19    | 82 84 88    | 2            |
| 2  | BigMat-Auber 93                     | 24    | 23 21 27    | 1            |
| 3  | Cofidis                             | 35    | 16 14 13    | 6            |
| 4  | Color Code-Biowanze                 | 46    | 34 33 31    | 4            |
| 5  | Itera-Katusha                       | 65    | 145 144 146 | 5            |
| 6  | VC Rouen 76                         | 69    | 156 155 152 | 15           |
| 7  | T.Palm-Pôle Continental Wallon      | 88    | 62 67 68    | 19           |
| 8  | CC Nogent-sur-Oise                  | 97    | 1 6 3       | 3            |
| 9  | Équipe régionale Nord-Pas-de-Calais | 103   | 212 213 214 | 18           |
| 10 | Rietumu-Delfin                      | 136   | 114 116 112 | 14           |
| 11 | Josan-To Win                        | 143   | 42 44 45    | 31           |
| 12 | Joker                               | 144   | 126 124 122 | 21           |
| 13 | Wallonie-Bruxelles                  | 147   | 54 55 53    | 10           |
| 14 | MG Kvis-Trevigiani                  | 157   | 165 166 161 | 25           |
| 15 | ESEG Douai                          | 157   | 72 73 75    | 36           |
| 16 | Bridgestone Anchor                  | 169   | 93 96 95    | 44           |
| 17 | KTM road-and-trail.com              | 187   | 181 182 185 | 42           |
| 18 | Équipe nationale d'Allemagne        | 246   | 202 204 205 | 59           |

### UCI Europe Tour
Ce Grand Prix de Lillers-Souvenir Bruno Comini attribue des points pour l'UCI Europe Tour 2014, par équipes seulement aux coureurs des équipes continentales professionnelles et continentales, individuellement à tous les coureurs des équipes précitées.
| Position           | 1er | 2e | 3e | 4e | 5e | 6e | 7e | 8e |
| Classement général | 40  | 30 | 25 | 20 | 15 | 10 | 5  | 3  |

## Liste des participants
- Liste de départ complète

À l'occasion de la présentation des coureurs, il s'est avéré qu'il manquait les équipes cyclistes BDC Marcpol et Lokosphinx.
| Légende | Légende                                                                                   | Légende | Légende                                                    |
| ------- | ----------------------------------------------------------------------------------------- | ------- | ---------------------------------------------------------- |
| Num     | Dossard de départ porté par le coureur sur ce Grand Prix de Lillers-Souvenir Bruno Comini | Pos     | Position à l'arrivée de la course                          |
|         | Indique un maillot de champion national ou mondial, suivi de sa spécialité                | NP      | Indique un coureur qui n'a pas pris le départ de la course |
| AB      | Indique un coureur qui n'a pas terminé la course                                          | HD      | Indique un coureur qui a terminé la course hors des délais |

| CC Nogent-sur-Oise CCN | CC Nogent-sur-Oise CCN     | CC Nogent-sur-Oise CCN |
| ---------------------- | -------------------------- | ---------------------- |
| Num                    | Coureur                    | Pos                    |
| 1                      | Benoît Daeninck (FRA)      | 3e                     |
| 2                      | Flavien Maurelet (FRA)     | 64e                    |
| 3                      | Nicolas Garbet (FRA)       | 60e                    |
| 4                      | Vincent Ginelli (FRA)      | AB                     |
| 5                      | Emmanuel Kéo (FRA)         | AB                     |
| 6                      | Kévin Ledanois (FRA)       | 34e                    |
| 7                      | Julien Van Haverbeke (FRA) | 79e                    |
| 8                      |                            |                        |

| Cofidis COF | Cofidis COF               | Cofidis COF |
| ----------- | ------------------------- | ----------- |
| Num         | Coureur                   | Pos         |
| 11          | Yoann Bagot (FRA)         | 61e         |
| 12          | Jérémy Bescond (FRA)      | 48e         |
| 13          | Romain Hardy (FRA)        | 22e         |
| 14          | Nicolas Edet (FRA)        | 7e          |
| 15          | Clément Venturini (FRA)   | AB          |
| 16          | Christophe Le Mével (FRA) | 6e          |
| 17          | Julien Simon (FRA)        | NP          |
| 18          | Louis Verhelst (BEL)      | NP          |

| BigMat-Auber 93 BIG | BigMat-Auber 93 BIG       | BigMat-Auber 93 BIG |
| ------------------- | ------------------------- | ------------------- |
| Num                 | Coureur                   | Pos                 |
| 21                  | Flavien Dassonville (FRA) | 11e                 |
| 22                  | Alo Jakin (EST)           | 17e                 |
| 23                  | Steven Tronet (FRA)       | 1er                 |
| 24                  | Dimitri Le Boulch (FRA)   | NP                  |
| 25                  | Maxime Renault (FRA)      | AB                  |
| 26                  | Stéphane Rossetto (FRA)   | 57e                 |
| 27                  | Théo Vimpère (FRA)        | 12e                 |
| 28                  | Yannis Yssaad (FRA)       | 23e                 |

| Color Code-Biowanze CCB | Color Code-Biowanze CCB | Color Code-Biowanze CCB |
| ----------------------- | ----------------------- | ----------------------- |
| Num                     | Coureur                 | Pos                     |
| 31                      | Florent Delfosse (BEL)  | 29e                     |
| 32                      | Romain Hubert (BEL)     | 35e                     |
| 33                      | Ludwig De Winter (BEL)  | 13e                     |
| 34                      | Antoine Warnier (BEL)   | 4e                      |
| 35                      | Gaëtan Pons (BEL)       | AB                      |
| 36                      | Thomas Wertz (BEL)      | 32e                     |
| 37                      | Arnaud Geromboux (BEL)  | 40e                     |
| 38                      | Ludovic Robeet (BEL)    | 30e                     |

| Josan-To Win JTW | Josan-To Win JTW       | Josan-To Win JTW |
| ---------------- | ---------------------- | ---------------- |
| Num              | Coureur                | Pos              |
| 41               | Angelo De Clercq (BEL) | AB               |
| 42               | Niels De Rooze (BEL)   | 31e              |
| 43               | Dirk Finders (GER)     | AB               |
| 44               | Fabio Polazzi (BEL)    | 45e              |
| 45               | Klaas Sys (BEL)        | 67e              |
| 46               | Dries De Bondt (BEL)   | 86e              |
| 47               | Ian Vansumere (BEL)    | AB               |
| 48               | Benjamin Verraes (BEL) | AB               |

| Wallonie-Bruxelles WBC | Wallonie-Bruxelles WBC  | Wallonie-Bruxelles WBC |
| ---------------------- | ----------------------- | ---------------------- |
| Num                    | Coureur                 | Pos                    |
| 51                     | Frédéric Amorison (BEL) | NP                     |
| 52                     | Maxime Anciaux (BEL)    | 75e                    |
| 53                     | Quentin Bertholet (BEL) | 71e                    |
| 54                     | Laurent Évrard (BEL)    | 10e                    |
| 55                     | Florent Mottet (BEL)    | 66e                    |
| 56                     | Loïc Pestiaux (BEL)     | 76e                    |
| 57                     | Robin Stenuit (BEL)     | NP                     |
| 58                     |                         |                        |

| T.Palm-Pôle Continental Wallon PCW | T.Palm-Pôle Continental Wallon PCW | T.Palm-Pôle Continental Wallon PCW |
| ---------------------------------- | ---------------------------------- | ---------------------------------- |
| Num                                | Coureur                            | Pos                                |
| 61                                 | Andrew Ydens (BEL)                 | AB                                 |
| 62                                 | Jonathan Baratto (BEL)             | 19e                                |
| 63                                 | Joeri Bueken (BEL)                 | NP                                 |
| 64                                 | Julien Dechesne (BEL)              | AB                                 |
| 65                                 | Guillaume Haag (BEL)               | 54e                                |
| 66                                 | Olivier Poppe (BEL)                | AB                                 |
| 67                                 | Glenn Van De Maele (BEL)           | 28e                                |
| 68                                 | Maxime Vekeman (BEL)               | 41e                                |

| ESEG Douai DOU | ESEG Douai DOU           | ESEG Douai DOU |
| -------------- | ------------------------ | -------------- |
| Num            | Coureur                  | Pos            |
| 71             | Axel Flet (BEL)          | AB             |
| 72             | Arthur Fobert (FRA)      | 36e            |
| 73             | Victor Fobert (FRA)      | 51e            |
| 74             | Valentin Gouel (FRA)     | 93e            |
| 75             | Samuel Leroux (FRA)      | 70e            |
| 76             | Dimitri Ilongo (FRA)     | 92e            |
| 77             | Matthias Legley (BEL)    | AB             |
| 78             | Niels Nachtergaele (BEL) | 81e            |

| EFC-Omega Pharma-Quick Step EFC | EFC-Omega Pharma-Quick Step EFC | EFC-Omega Pharma-Quick Step EFC |
| ------------------------------- | ------------------------------- | ------------------------------- |
| Num                             | Coureur                         | Pos                             |
| 81                              | Benjamin Declercq (BEL)         | 24e                             |
| 82                              | Martijn Degreve (BEL)           | 2e                              |
| 83                              | David Desmecht (BEL)            | AB                              |
| 84                              | Floris De Tier (BEL)            | 8e                              |
| 85                              | Gilles Loncin (BEL)             | AB                              |
| 86                              | Davy Gunst (BEL)                | 20e                             |
| 87                              | Bert Van Lerberghe (BEL)        | 26e                             |
| 88                              | Jens Wallays (BEL)              | 9e                              |

| Bridgestone Anchor BGT | Bridgestone Anchor BGT | Bridgestone Anchor BGT |
| ---------------------- | ---------------------- | ---------------------- |
| Num                    | Coureur                | Pos                    |
| 91                     | Thomas Lebas (FRA)     | 78e                    |
| 92                     | Damien Monier (FRA)    | 65e                    |
| 93                     | Miyataka Shimizu (JPN) | 44e                    |
| 94                     | Kazuo Inoue (JPN)      | 94e                    |
| 95                     | Kenji Itami (JPN)      | 63e                    |
| 96                     | Sho Hatsuyama (JPN)    | 62e                    |
| 97                     | Takero Terasaki (JPN)  | AB                     |
| 98                     | Hiroshi Tsubaki (JPN)  | AB                     |

| Kuota TKG | Kuota TKG             | Kuota TKG |
| --------- | --------------------- | --------- |
| Num       | Coureur               | Pos       |
| 101       | Philipp Becker (GER)  | AB        |
| 102       | Julian Braun (GER)    | NP        |
| 103       | André Benoit (GER)    | AB        |
| 104       | Jan Deutschmann (GER) | NP        |
| 105       | Nathan Müller (GER)   | AB        |
| 106       | Jonas Rapp (GER)      | 56e       |
| 107       | Felix Schönbach (GER) | AB        |
| 108       |                       |           |

| Rietumu-Delfin RBD | Rietumu-Delfin RBD       | Rietumu-Delfin RBD |
| ------------------ | ------------------------ | ------------------ |
| Num                | Coureur                  | Pos                |
| 111                | Armands Bēcis (LAT)      | 83e                |
| 112                | Andžs Flaksis (LAT)      | 69e                |
| 113                | Edgaras Kovaliovas (LTU) | 84e                |
| 114                | Andris Smirnovs (LAT)    | 14e                |
| 115                | Peeter Pruus (EST)       | 98e                |
| 116                | Andris Vosekalns (LAT)   | 53e                |
| 117                | Emīls Liepiņš (LAT)      | AB                 |
| 118                | Krists Neilands (LAT)    | 90e                |

| Joker TJO | Joker TJO                   | Joker TJO |
| --------- | --------------------------- | --------- |
| Num       | Coureur                     | Pos       |
| 121       | Oskar Svendsen (NOR)        | AB        |
| 122       | Reidar Borgersen (NOR)      | 68e       |
| 123       | Vegard Robinson Bugge (NOR) | 72e       |
| 124       | Odd Christian Eiking (NOR)  | 55e       |
| 125       | Olsen Martin (SWE)          | 80e       |
| 126       | Jo Kogstad Ringheim (NOR)   | AB        |
| 127       | Kristoffer Skjerping (NOR)  | AB        |
| 128       | Edwin Wilson (SWE)          | NP        |

| BDC Marcpol BDC | BDC Marcpol BDC          | BDC Marcpol BDC |
| --------------- | ------------------------ | --------------- |
| Num             | Coureur                  | Pos             |
| 131             | Robert Radosz (POL)      | NP              |
| 132             | Adrian Banaszek (POL)    | NP              |
| 133             | Kamil Gradek (POL)       | NP              |
| 134             | Paweł Bernas (POL)       | NP              |
| 135             | Jaroslaw Kowalczyk (POL) | NP              |
| 136             | Piotr Kirpsza (POL)      | NP              |
| 137             |                          |                 |
| 138             |                          |                 |

| Itera-Katusha TIK | Itera-Katusha TIK     | Itera-Katusha TIK |
| ----------------- | --------------------- | ----------------- |
| Num               | Coureur               | Pos               |
| 141               | Mikhail Akimov (RUS)  | 37e               |
| 142               | Ildar Arslanov (RUS)  | 52e               |
| 143               | Maxim Pokidov (RUS)   | 47e               |
| 144               | Mamyr Stash (RUS)     | 27e               |
| 145               | Maksim Razumov (RUS)  | 5e                |
| 146               | Kiril Yatsevich (RUS) | 33e               |
| 147               | Aydar Zakarin (RUS)   | AB                |
| 148               | Evgeny Zverkov (RUS)  | 95e               |

| VC Rouen 76 R76 | VC Rouen 76 R76        | VC Rouen 76 R76 |
| --------------- | ---------------------- | --------------- |
| Num             | Coureur                | Pos             |
| 151             | Jérémy Morel (FRA)     | 89e             |
| 152             | Pierre Tielemans (FRA) | 38e             |
| 153             | Ludwig Laffillé (FRA)  | AB              |
| 154             | Risto Raid (EST)       | 43e             |
| 155             | Cyrille Patoux (FRA)   | 16e             |
| 156             | Jérémy Leveau (FRA)    | 15e             |
| 157             | Alexis Carlin (FRA)    | 85e             |
| 158             | David Boutville (FRA)  | AB              |

| MG Kvis-Trevigiani MGK | MG Kvis-Trevigiani MGK       | MG Kvis-Trevigiani MGK |
| ---------------------- | ---------------------------- | ---------------------- |
| Num                    | Coureur                      | Pos                    |
| 161                    | Daniele Aldegheri (ITA)      | 74e                    |
| 162                    | Carlo Brugnotto (ITA)        | AB                     |
| 163                    | Matteo Busato (ITA)          | 77e                    |
| 164                    | Riccardo Donato (ITA)        | 82e                    |
| 165                    | Rino Gasparrini (ITA)        | 25e                    |
| 166                    | Andrei Nechita (ROU) (Route) | 58e                    |
| 167                    |                              |                        |
| 168                    |                              |                        |

| Metaltek MKU | Metaltek MKU              | Metaltek MKU |
| ------------ | ------------------------- | ------------ |
| Num          | Coureur                   | Pos          |
| 171          | Richard Lang (GBR)        | NP           |
| 172          | William Bjergfelt (GBR)   | 87e          |
| 173          | Chris Bartlett (GBR)      | AB           |
| 174          | Dexter Gardias (GBR)      | 50e          |
| 175          | Robert Orr (GBR)          | AB           |
| 176          | Matthew Pilkingston (GBR) | AB           |
| 177          |                           |              |
| 178          |                           |              |

| KTM road-and-trail.com KTM | KTM road-and-trail.com KTM | KTM road-and-trail.com KTM |
| -------------------------- | -------------------------- | -------------------------- |
| Num                        | Coureur                    | Pos                        |
| 181                        | David Clarke (GBR)         | 42e                        |
| 182                        | Kit Gilham (GBR)           | 49e                        |
| 183                        | Andrew Hawdon (GBR)        | NP                         |
| 184                        | Gary Hand (GBR)            | AB                         |
| 185                        | Jacob Tipper (GBR)         | 96e                        |
| 186                        | Jack Adams (GBR)           | AB                         |
| 187                        | Michael Mottram (GBR)      | AB                         |
| 188                        | Robert Adlard (GBR)        | 97e                        |

| Lokosphinx LOK | Lokosphinx LOK            | Lokosphinx LOK |
| -------------- | ------------------------- | -------------- |
| Num            | Coureur                   | Pos            |
| 191            | Sergey Shilov (RUS)       | NP             |
| 192            | Dmitriy Sokolov (RUS)     | NP             |
| 193            | Evgeny Shalunov (RUS)     | NP             |
| 194            | Kirill Sveshnikov (RUS)   | NP             |
| 195            | Alexey Rybalkin (RUS)     | NP             |
| 196            | Arkimedes Arguelyes (RUS) | NP             |
| 197            | Alexander Vdovin (RUS)    | NP             |
| 198            | Sergey Vdovin (RUS)       | NP             |

| Équipe nationale d'Allemagne ENA | Équipe nationale d'Allemagne ENA | Équipe nationale d'Allemagne ENA |
| -------------------------------- | -------------------------------- | -------------------------------- |
| Num                              | Coureur                          | Pos                              |
| 201                              | Fabian Brintrup (GER)            | AB                               |
| 202                              | Emanuel Buchmann (GER)           | 59e                              |
| 203                              | Joshua Stritzinger (GER)         | AB                               |
| 204                              | Mario Vogt (GER)                 | 88e                              |
| 205                              | Felix Intra (GER)                | 99e                              |
| 206                              | Arne Egner (GER)                 | NP                               |
| 207                              |                                  |                                  |
| 208                              |                                  |                                  |

| Équipe régionale Nord-Pas-de-Calais NPC | Équipe régionale Nord-Pas-de-Calais NPC | Équipe régionale Nord-Pas-de-Calais NPC |
| --------------------------------------- | --------------------------------------- | --------------------------------------- |
| Num                                     | Coureur                                 | Pos                                     |
| 211                                     | Christophe Masson (FRA)                 | AB                                      |
| 212                                     | Alexis Caresmel (FRA)                   | 18e                                     |
| 213                                     | Florian Deriaux (FRA)                   | 39e                                     |
| 214                                     | Mehdi Flahaut (FRA)                     | 46e                                     |
| 215                                     | Sébastien Harbonnier (FRA)              | 91e                                     |
| 216                                     | Nicolas Pelleriaux (FRA)                | 73e                                     |
| 217                                     | Aurélien Thilloy (FRA)                  | AB                                      |
| 218                                     | Axel Tollet (FRA)                       | AB                                      |